# Aeschynanthus miniatus
Aeschynanthus miniatus är en tvåhjärtbladig växtart som beskrevs av John Lindley. Aeschynanthus miniatus ingår i släktet Aeschynanthus och familjen Gesneriaceae. Inga underarter finns listade i Catalogue of Life.